# Stanisław Piętak

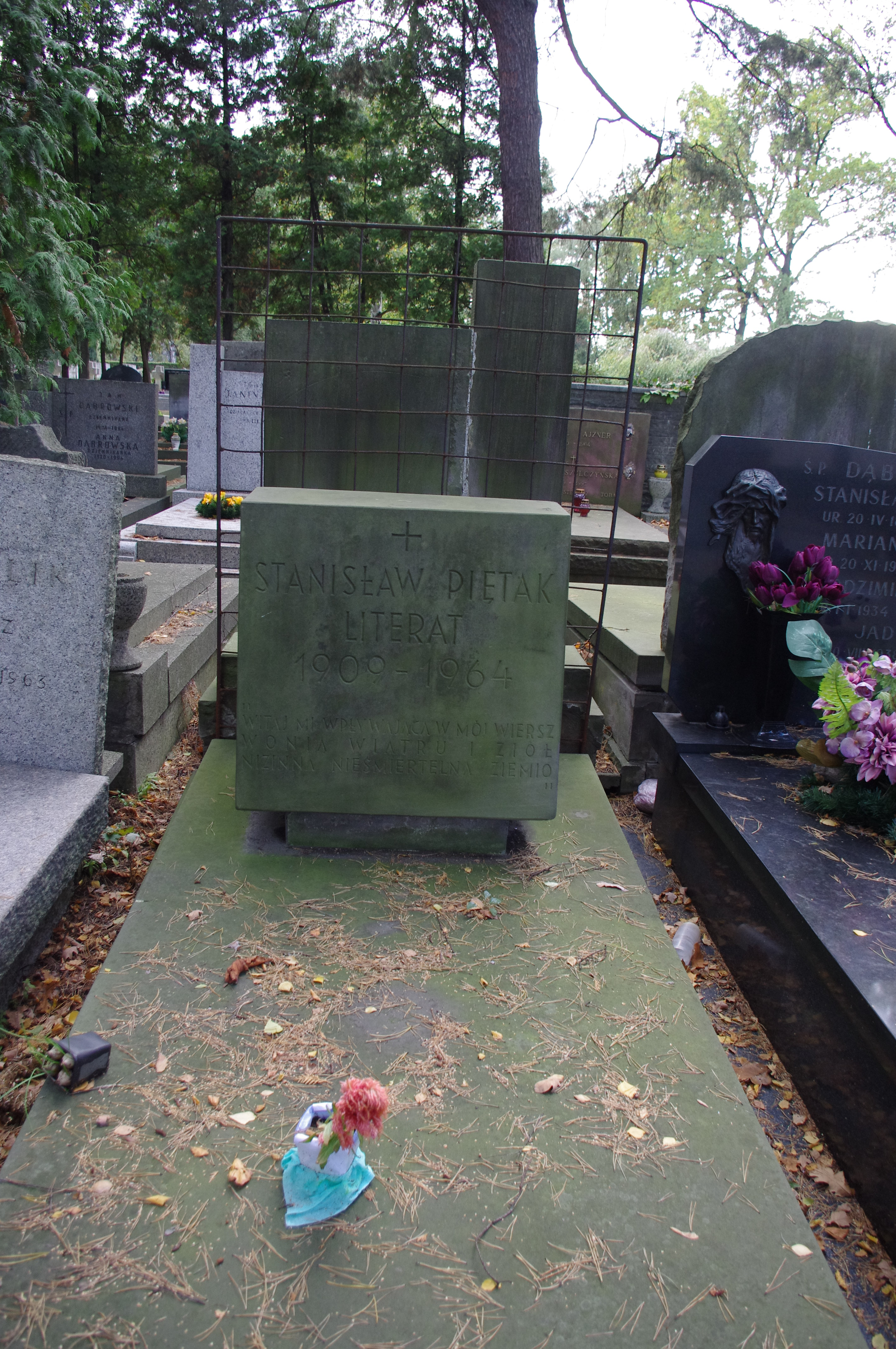
Nagrobek Stanisława Piętaka

Stanisław Piętak (ur. 3 sierpnia 1909 w Wielowsi, zm. 27 stycznia 1964 w Warszawie) – polski poeta i prozaik.

## Życiorys
Urodził się w rodzinie Karola i Barbary. Był najmłodszym z rodzeństwa, jego siostra Maria urodziła się w 1904 roku, a brat Franciszek w 1907 roku. Jego krewnym był Ferdynand Kuraś, poeta, pisarz ludowy. Ojciec dwukrotnie wyjeżdżał do USA po zarobek. W czasie drugiego wyjazdu ojca wybuchła I wojna światowa. Lata głodu i niepewności naznaczyły Stanisława Piętaka na całe życie. Przyszły poeta w dzieciństwie ciężko chorował, co także miało wpływ na jego późniejszą twórczość. Po ukończeniu gimnazjum w Tarnobrzegu, studiował polonistykę na Uniwersytecie Jagiellońskim. Po przerwaniu nauki wyjechał do Warszawy, gdzie pracował w Związku Literatów Polskich i działał w pismach młodzieżowych.
Był jednym z najwybitniejszych poetów pokolenia okresu międzywojennego oraz wywodzących się z nurtu wiejskiego literatury polskiej. Poezja jego jest wynikiem szoku kulturowego, jaki przeżył młody chłop, wychowany w tradycyjnej kulturze wiejskiej z zasadami poezji awangardowej Peipera i Przybosia. Początkowo związany z awangardą krakowską, później z tzw. czechowiczanką, której największa aktywność literacka przypada na lata trzydzieste XX wieku. Autor nastrojowej, wizyjnej liryki opartej na motywach wiejskich.
Pod koniec 1937 roku debiutował jako prozaik, publikując powieść „Młodość Jasia Kunefała”. W 1938 roku otrzymał za ten debiut Nagrodę Młodych Polskiej Akademii Literatury.
W czasie II wojny światowej przebywał w Wielowsi, współpracował z organizacją „Odwet” Władysława Jana Jasińskiego „Jędrusia” oraz uczestniczył w tajnym nauczaniu.
W 1944 roku brał udział w działalności społecznej i politycznej w Tarnobrzegu, następnie w Lublinie. Rok później wyjechał do Łodzi, gdzie został prezesem tamtejszego Oddziału Związku Literatów Polskich. W 1955 roku otrzymał wyróżnienie Podkomitetu Literatury i Sztuki Nagrody Państwowej za tom poezji Przymierze z nowymi laty. Od 1956 roku mieszkał w Warszawie, gdzie pracował w redakcji „Tygodnika Kulturalnego”.
Od 1965 do 1994 roku była przyznawana literacka nagroda imienia Stanisława Piętaka. Na motywach jego powieści zrealizowano w 1987 roku serial telewizyjny Ucieczka z miejsc ukochanych. 
W 1946 roku poślubił Aleksandrę Zofię z Kosińskich (1925–2016), która przez kilkanaście lat prowadziła w Warszawie przy Rynku Starego Miasta restaurację „Kamienne schodki”. Jednym z trzech ich synów był Piotr Piętak.
Zginął śmiercią samobójczą, wyskakując z okna 27 stycznia 1964 roku. Pochowany na cmentarzu Wojskowym na Powązkach w Warszawie (kwatera C2-9-15).

## Twórczość

### Poezja
- Alfabet oczu, 1934;
- Legenda dnia i nocy, 1935;
- Obłoki wiosenne, 1938;
- Linia ognia, 1947;
- Dom rodzinny, 1947;
- Imię przyszłości, 1951;
- Stratowane ustronie (opowieść poetycka), 1952;
- Bohaterska kronika, 1953;
- Przymierze z nowymi laty, 1955;
- Szczęście i cierpienie, 1958;
- Pośrodku żywiołów, 1960;
- Zaklinania, 1963.

### Proza

#### Powieści
- Ziemia odpływa na zachód, 1936;
- Młodość Jasia Kunefała, 1937[1];
- Białowiejskie noce, 1939;
- Ucieczka z miejsc ukochanych, 1948;
- Łuna, 1949;
- Bliski kraj, 1956;
- Ciężkie lato, 1956;
- Plama, 1963;
- Odmieniec, 1964.

#### Opowiadania
- Front nad Wisłą, 1946;
- Ostatni półkos, 1949;
- Wspólna dolina, 1951;
- W Brzezinach, 1952;
- Po burzy, 1954;
- Obce światy, 1955;
- Upragnione losy, 1959;
- Matnia, 1962;
- Zbrodnia rodzinna, 1981.

### Szkice
- Portrety i zapiski, 1963;
- Notatnik poetycki, 1966.

## Ordery i odznaczenia
- Krzyż Kawalerski Orderu Odrodzenia Polski (22 lipca 1953)[6]
- Złoty Krzyż Zasługi (8 maja 1946)[7]
- Medal 10-lecia Polski Ludowej (1955)